# Майкл Ллойд Коутс
Майкл Л. Коутс (англ. Michael Lloyd Coats; 16 січня 1946, Сакраменто) — астронавт США. Здійснив три космічні польоти на шатлі «Діскавері»: STS-41-D (1984) — як пілот, а як командир корабля — під час STS-29 (1989) і STS-39 (1991), полковник.

## Освіта
- У 1964 році закінчив середню школу в Ріверсайді.
- У 1968 році закінчив Військово-морську академію США і отримав ступінь бакалавра наук.
- У 1977 році в Університеті Джорджа Вашингтона отримав ступінь магістра наук з управління виробництвом і проектуванням.
- У 1979 році в Аспірантурі ВМС США отримав ступінь магістра наук з авіаційної техніки

## До НАСА
Після закінчення Військово-морської академії був направлений на льотну підготовку, поступив на службу у ВМС США і в вересня 1969 року став військово-морським льотчиком. Потім пройшов перепідготовку на літак A-7E. Отримав призначення в 192-гу штурмову ескадрилью і з серпня 1970 по вересень 1972 служив на борту авіаносця USS Kitty Hawk, брав участь в операціях в південно-східній Азії і виконав 315 бойових вильотів під час війни США у В'єтнамі. Потім з вересня 1972 по грудень 1973 року служив пілотом-інструктором A-7E в 122-й штурмовій ескадрильї на авіабазі ВМС Лемур в Каліфорнії. У 1974 році пройшов підготовку в Школі льотчиків-випробувачів ВМС США на авіабазі Патаксент-Рівер в Меріленді. По закінченні Школи служив льотчиком-випробувачем і керівником випробувань літаків A-4 A-7 в Директораті випробувань штурмової авіації. З квітня 1976 по травень 1977 року працював льотчиком-інструктором в Школі льотчиків-випробувачів ВМС США. Пішов у відставку з ВМС в серпні 1991 року. Загальний наліт становить понад 5000 годин на 28 типах ЛА, виконав понад 400 посадок на палубу авіаносця. Військові звання: лейтенант (капітан III рангу) ВМС (1978 році), полковник ВМС (у відставці).

## Космічна підготовка
16 січня 1978 року зарахований до загону астронавтів НАСА під час 8-го набору. Пройшов курс загальнокосмічної підготовки і в серпні 1979 року був зарахований до Відділу астронавтів як пілот шаттла. Входив до екіпажу підтримки STS-4. Працював оператором зв'язку під час польотів STS-4 і STS-5. З травня 1989 по березень 1990 року працював виконуючим обов'язки керівника Відділу астронавтів.

## Подальшакар'єра
- У 1991—1996 роках працював віце-президентом по бортовому радіоелектронному обладнанню та зв'язку компанії «Loral Space Information Systems», де займався апаратурою і програмним забезпеченням тренажера шаттла SAIL.
- У 1996—1998 роках — віце-президент з цивільних космічних програм фірми «Lockheed Martin Missiles & Space» в Саннівейл, штат Каліфорнія. Відповідав за роботи з космічними телескопами «Габбл» і «Спітцер», супутниками LandSat-7 і Terra, метеосупутниками, автоматичною міжпланетною станцією Lunar Prospector, а також за значний обсяг робіт фірми по Міжнародній космічній станції.
- З 1998 року був віце-президентом з перспективних космічних транспортних систем компанії «Lockheed Martin Space Systems Company», а з 1999 року — віце-президентом з багаторазових транспортних систем компанії Lockheed Martin Astronautics в Денвері, штат Колорадо.
- 7 листопада 2005 року був призначений директором Космічного центру імені Ліндона Джонсона.